# マリオ・コルソ
マリオ・コルソ（Mario Corso、1941年8月25日 - 2020年6月20日）は、イタリア、ヴェローナ出身の元サッカー選手。現役時代のポジションはMF。

## 経歴
1958年にインテルへ加入すると1973年まで高いレベルで活躍し、高い技術と『魔法の杖』と呼ばれる左足から多くの勝利を同クラブへもたらした。ジャチント・ファッケッティ、サンドロ・マッツォーラ、ルイス・スアレスらが活躍し、名将エレニオ・エレーラに率いられグランデ・インテルと呼ばれたこのチームはUEFAチャンピオンズリーグ、インターコンチネンタルカップ を連覇した。その後、ジェノアで2年間プレーし引退。
引退後は、インテルを始めいくつものイタリアのクラブチームを率いた。

## 選手経歴
- 1958-1973  インテル・ミラノ
- 1973-1975  ジェノア

## 指導者経歴
- 1978-1979  SSCナポリ
- 1982-1983  USレッチェ
- 1983-1984  USカタンザーロ
- 1984-1985  インテル・ミラノ
- 1985-1986  インテル・ミラノ
- 1987-1989  ACマントヴァ
- 1989-1990  SSバルレッタ・カルチョ

## 獲得タイトル
- スクデット　1962–63, 1964–65, 1965–66, 1970–71
- UEFAチャンピオンズリーグ　1963–64, 1964–65
- インターコンチネンタルカップ　1964, 1965